# Bahamianoestatunidencs
Els bahamianoestatunidencs són els residents i ciutadans dels Estats Units que tenen ancestres nascuts a les Bahames. Segons el cens dels Estats Units del 2000 hi ha 31.984 ciutadans amb ancestres bahamians. En aquest cens no es consideren bahamianoestatunidencs als immigrants recents d'aquest estat als Estats Units.
La majoria dels bahamianoestatunidencs són afroamericans.

## Comunitats
La majoria dels bahamianoestatunidencs, uns 21.000 viuen al voltant de Miami (Florida, sobretot a la comunitat bahamiana centrada a Coconut Grove. També hi ha una creixent població bahamoestatunidenca a la regió metropolitana d'Atlanta, (Geòrgia), a on fins i tot s'hi ha obert un consolat de les Bahames.
Tot i que la majoria dels bahamianoestatunidencs viuen al sud dels Estats Units, també hi ha una població important a la zona metropolitana de Nova York, sobretot a Harlem. El Consolat General de les Bahames, ubicat a la ciutat els ofereix educació i activitats culturals.
Entre el 1920 i el 1930, molts bahamianoestatunidencs de Key West i Riviera Beach (Florida) s'anomenaven "Conchs", i les seves comunitats es deien "Conch Towns". El 1939, el WPA va fer un estudi sobre els bahamoestatunidencs de Florida que es va titular "Conch Town".

### Comunitats dels EUA amb un percentatge més alt de persones amb ancestres bahamians
Les comunitats estatunidenques que tenen més proporció de bahamianoestatunidencs són:
1. Bunche Park, Florida - 3,8%
2. El Portal, Florida - 2,2%
3. Goulds, Florida - 2%
4. Golden Glades, Florida - 1,8%
5. Richmond Heights, Florida - 1,3%
6. West Little River, Florida i North Miami - 1,2%
7. Mundorf, Alabama i North Miami Beach - 1,1%
8. Rincon, Geòrgia - 1%

## Cultura
Com altres grups d'immigrants, els bahamianoestatunidencs han mantingut moltes coses de la seva herència cultural. Normalment escolten i toquen música dels estils Junkanoo i rake-and-scrape, gaudeixen de l'art dels conta-contes, clàssic a les índies occidentals, amb caràcters com l'Anansi i creen art d'estil bahamià, sobretot fet amb palla i tela.
La seva gastronomia i la seva llengua també té molts lligams amb la cultura bahamiana.

## Organitzacions
A Manhattan hi ha dues associacions bahamianoestatunidenques: la Bahaman American Cultural Society i la Bahaman American Association Inc.. Aquestes associacions proveeixen de serveis culturals, educatius, oportunitats socials i records genealògics als bahamianoestatunidencs que estan interessats en la cultura bahamiana.
A Miami hi ha la National Association of the Bahamas.

## Bahamianoestatunidencs notables
- Wendy Coakley-Thompson, escriptora[3]
- Tee Corinne, artista i activista dels drets LGBT
- James Weldon Johnson, Autor, compositor i educador[4]
- J. Rosamond Johnson, músic, compositor i performer[4]
- Lenny Kravitz, músic[5]
- Sidney Poitier, actor[6]
- Al Roker, presentador de televisió i meteoròleg[7]
- Roxie Roker, actriu[5]
- Esther Rolle, actriu[8]
- Persia White, actriu i cantant
- Kevin "Kimbo Slice" Ferguson, artista
- Shakara Ledard, Model